# Curbia
Curbia là một chi bướm đêm thuộc họ Geometridae.

## Các loài
- Curbia martiata (Guenée, 1857)